# Старый Арыш
 Старый Арыш — село в Рыбно-Слободском районе Татарстана. Входит в состав Балыклы-Чукаевского сельского поселения.

## География
Находится в центральной части Татарстана у на расстоянии приблизительно 14 км на север по прямой от районного центра поселка Рыбная Слобода у речки Пановка.

## История
Известна с 1565-1567 годов. В начале XX века уже была мечеть.
По сведениям переписи 1897 года, в деревне Старые Арыши Лаишевского уезда Казанской губернии жили 847 человек (444 мужчины и 403 женщины), из них 845 мусульман.

## Население
Постоянных жителей было: в 1782 году - 113 душ мужского пола, в 1859 - 617, в 1897 - 903, в 1908 - 1056, в 1920 - 1085, в 1926 - 758, в 1949 - 763, в 1958 - 770, в 1970 - 769, в 1989 - 444, в 2002 году 396 (татары 100%), в 2010 году 376.